# Шабля Володимир Петрович
Ша́бля Володи́мир Петро́вич (нар. 18 січня 1964) — український письменник, доктор сільськогосподарських наук, професор кафедри технологій тваринництва і птахівництва Державного  біотехнологічного університету, викладач. Автор історико-біографічного пригодницького роману «Камінь» про життя в СРСР у 1920-х, 1930-х і 1940-х роках, який складається з 8 книг.

## Життєпис
Народився 18 січня 1964 року в селищі Томаківка Дніпропетровської області. Про цю подію пише так: 

| «Моє народження стало можливим тільки „завдяки“ тому, що батько 1941 року був репресований і спочатку засуджений, а після відбуття терміну покарання — засланий до Сибіру, де він зустрів мою маму». |
| |

Змалечку жив із дідом та бабою в селищі Томаківка, поки батьки-вчителі поневірялися у пошуках роботи. Адже репресований батько, незважаючи на реабілітацію, довго не міг улаштуватися за фахом.
Потім, з 4-річного віку, переїхав до села Чумаки Томаківського району, куди батьків ризикнув узяти вчителями директор місцевої школи.
У 1981 році Володимир Шабля закінчує із «золотою медаллю» Чумаківську середню школу.
У 1986 році — Дніпропетровський сільськогосподарський інститут із відзнакою.
Працює головним зоотехніком колгоспу в Кіровоградській області. Потім служить в армії на Далекому Сході СРСР.
Після армії вступає до аспірантури Інституту тваринництва НААН, де займається науковою діяльністю протягом наступних 27 років. Проходить шлях від аспіранта до доктора сільськогосподарських наук, завідувача відділу.
З 1989 по 1992 роки аспірант Науково-дослідного Інституту тваринництва Лісостепу і Полісся УРСР.
У 1992 році молодший науковий співробітник лабораторії організації племінної справи в молочному скотарстві Українського науково-дослідного інституту тваринництва.
З 1992 по 1999 роки науковий співробітник лабораторії організації племінної справи в молочному скотарсті Інституту тваринництва Української академії аграрних наук.
Протягом 1999-2000 років завідувач лабораторії організації племінної справи у молочному скотарстві Інституту тваринництва Української академії аграрних наук.
З 2000 по 2007 роки завідувач лабораторії організації племінної справи Інституту тваринництва Української академії аграрних наук.
З 2011 по 2016 роки член редколегії фахового журналу "Науково-технічний бюлетень Інституту тваринництва Національної академії аграрних наук України".
З 2015 по 2016 роки професор кафедри технології виробництва продукції крупного тваринництва і бджільництва Луганського національного аграрного університету.
У 2016 році завідувач лабораторії технології і селекції у тваринництві Інституту тваринництва Національної академії аграрних наук України.
З 2016 по 2018 роки професор; завідувач кафедри технології виробництва та переробки продукції тваринництва Луганського національного аграрного університету.
З 2018 по 2020 роки виконував обов'язки завідувача кафедри технології виробництва і переробки продукції варинництва Луганського національного аграрного університету.
З 2020 по 2021 роки професор кафедри тваринництва та харчових технологій Луганського національного аграрного університету.
У 2021 році професор кафедри технічних систем та технологій тваринництва Харківського національного технічного університету сільського господарства імені Петра Василенка.
З 2021 по теперішній час працює у Державному біотехнологічному університеті.

## Наукові праці
Володимир Петрович автор понад 240 наукових праць, у тому числі: 9 монографій, 1 навчально-методичний посібник, 2 довідника, 3 Державних книги племінних тварин, 12 патентів та авторських свідоцтв.
Наукові інтереси: наукові дослідження в галузях технології тваринництва, переробки продукції тваринництва; розведення та селекція тварин; оцінка господарсько-корисних ознак великої рогатої худоби; прогнозування продуктивних і репродуктивних ознак великої рогатої худоби; технології у бджільництві; планування досліджень та експериментів; статистичний аналіз; ергономіка та етологія в тваринництві; економічна оцінка технологій.

## Творчість
Історії батькового життя присвячено біографічний роман «Камінь», написанням якого Володимир Шабля займався останні 16 років.
Про свою письменницьку діяльність В. П. Шабля пише:

| «Хоча в мені тече і українська, й російська, а можливо, і ще якась кров, вважаю себе українцем. Адже я народився та прожив майже все життя в Україні. Я люблю свою Батьківщину та поважаю коріння всіх моїх предків. Мені гірко усвідомлювати, що зараз навіть родичі, які живуть у сусідніх країнах, часто не сприймають позицій один одного. На жаль, багато хто з нас продовжує вважати, що знає, як потрібно правильно жити, і намагається насаджувати своє бачення іншим. До яких плачевних наслідків це призводить — виразно показує зовсім недавня історія наших батьків і дідів, а також нинішня війна між Росією та Україною. Але ми чомусь часто продовжуємо вперто ігнорувати уроки історії та сьогодення, весь час наступаючи на ті самі граблі. Мій біографічний роман „Камінь“ — данина вдячності та поваги моєму батькові, котрий, незважаючи на 17 років поневірянь у таборах та засланнях, не зламався й залишився Людиною з великої літери. Коли я задумав написати цю книгу, виявилося, що я — чи не єдиний, і вже точно найобізнаніший, носій інформації про його трагічне життя, у тому числі про голод, колективізацію, війну, репресії, табори. Ще дитиною я запам'ятав багато розповідей та особистих історій з життя вже стареньких на той момент моїх бабусь, дідусів, близьких, друзів та сусідів. Після того, як тато пішов у засвіти, я вирішив, що зобов'язаний залишити відому мені інформацію про радощі та прикрощі життя людей у минулому столітті для нинішнього та наступних поколінь: це може стати моїм внеском у їхнє щасливе майбутнє. Адже знаючи про зовсім недавні, розказані звичайними людьми, жахіття воєн та репресій, вони матимуть більше шансів не повторювати помилок предків» |
| |

Також поет, автор пісень і музики.